# 皮德希爾內 (扎波羅熱區)
47°55′2″N 35°45′29″E / 47.91722°N 35.75806°E
皮德希爾內（烏克蘭語：Підгірне）是位於烏克蘭東南部的村莊，由扎波羅熱州扎波羅熱区的新米科萊夫卡市鎮負責管轄。該村始建於1921年，面積0.02平方公里，海拔高度96米，2001年人口376，人口密度每平方公里17,091人。